# Jaime Hernández Bertrán
|  | No confondre amb Jaime Hernández, autor de còmics estatunidenc |

Jaime Javier Hernández Bertrán (Barcelona, 18 de gener de 1972) va ser un ciclista català que competí professionalment entre 1997 i 2003.

## Palmarès
- 1991
  - 3r a la Cursa Ciclista del Llobregat
- 1993
  - 1r a la Volta a l'Empordà
- 1994
  - 1r al Trofeu Guerrita
- 1996
  - 3r al Campionat d'Espanya en contrarellotge

### Resultats a la Volta a Espanya
- 1999. 77è de la classificació general
- 2000. 80è de la classificació general
- 2001. 89è de la classificació general
- 2002. 117è de la classificació general
- 2003. Abandona

### Resultats al Tour de França
- 1999. 102è de la classificació general
- 2000. 97è de la classificació general